# 菅尾村 (熊本県)
菅尾村（すげのおむら）は、熊本県の北部、阿蘇郡にかつてあった村である。

## 歴史
- 1889年4月1日 - 町村制が施行。菅尾村、花上村、八木村、今村、米迫村、塩出迫村、塩原村が合併して発足。
- 1956年9月30日 - 柏村、馬見原町と合併し蘇陽町となる。

## 学校
- 菅尾小学校（現在の山都町立蘇陽小学校）
- 菅尾中学校（現在の山都町立蘇陽中学校）